# Han Xing
Han Xing (* 8. November 1989 in Brazzaville, Republik Kongo) ist  eine Tischtennisspielerin aus der Republik Kongo. Sie nahm bisher an zwei Olympischen Spielen teil.

## Werdegang
Han Xing hat chinesische Wurzeln. Da sie sich, wie andere Tischtennisspieler auch, in China gegen die große Konkurrenz nicht durchsetzen konnte, startete sie für die Republik Kongo.
Bei den Afrikameisterschaften gewann Han Xing fünf Titel, nämlich 2012 im Einzel, 2008 und 2015 im Doppel sowie 2008 und 2010 im Mixed. 2012 und 2016 qualifizierte sie sich für die Teilnahme am Einzelwettbewerb der Olympischen Spiele. 2012 verlor sie in der ersten Runde gegen die Weißrussin Aljaksandra Prywalawa. 2016 gewann sie in der Vorrunde gegen Ian Lariba (Philippinen) und schied danach gegen die Thailänderin Suthasini Sawettabut aus.